# Eddie Kelly
Pour les articles homonymes, voir Kelly.
Edward Patrick Kelly  est un footballeur écossais né le 7 février 1951 à Glasgow. Il évoluait au poste de milieu de terrain.

## Carrière
- 1968-1976 : Arsenal FC  Angleterre
- 1976-1977 : Queens Park Rangers  Angleterre
- 1977-1980 : Leicester City  Angleterre
- 1980-1981 : Notts County  Angleterre
- 1981-1982 : AFC Bournemouth  Angleterre
- 1982-1983 : Torquay United  Angleterre
- 1983-1984 : Kettering Town  Angleterre
- 1984-1986 : Torquay United  Angleterre

## Palmarès
- Vainqueur de la Coupe des villes de foires en 1970 avec Arsenal
- Champion d'Angleterre en 1971 avec Arsenal
- Vainqueur de la Coupe d'Angleterre (FA Cup) en 1971 avec Arsenal